# Cecilia Wikström
Cecilia Wikström (Svanstein, 17 ottobre 1965) è una politica, religiosa e teologa svedese, europarlamentare per il Partito Popolare Liberale.

## Biografia
Laureata in teologia nel 1993 presso l'Università di Uppsala, dal 1994 al 2002 è stata sacerdote della Chiesa di Svezia.
È autrice di due libri.  Nel 2004 ha pubblicato När livet går sönder , un libro sulla gestione delle crisi. Il secondo libro, I tillitens tecken, è uscito nel 2006. 
Esponente del Partito Popolare Liberale, dal 1998 al 2002 è stata consigliera della Contea di Uppsala, mentre dal 2002 al 2007 è stata deputata al Riksdag.
Alle elezioni europee del 2009 è stata eletta europarlamentare, venendo confermata nel 2014. Dal 2014 è presidente della Commissione per le petizioni.
Non è stata ricandidata nelle elezioni europee del 2019.

## Vita privata
È stata sposata con l'ex ministro dell'Istruzione svedese Jan-Erik Wikström dal 1995 al 2010, e prima ancora con il sacerdote svedese Björn Bolin.